# Chyňava
Chyňava (deutsch Chyniawa, auch Chiniawa, 1939–45 Kienau) ist eine Gemeinde in Tschechien. Sie liegt acht Kilometer nördlich von Beroun und gehört zum Okres Beroun.

## Geographie

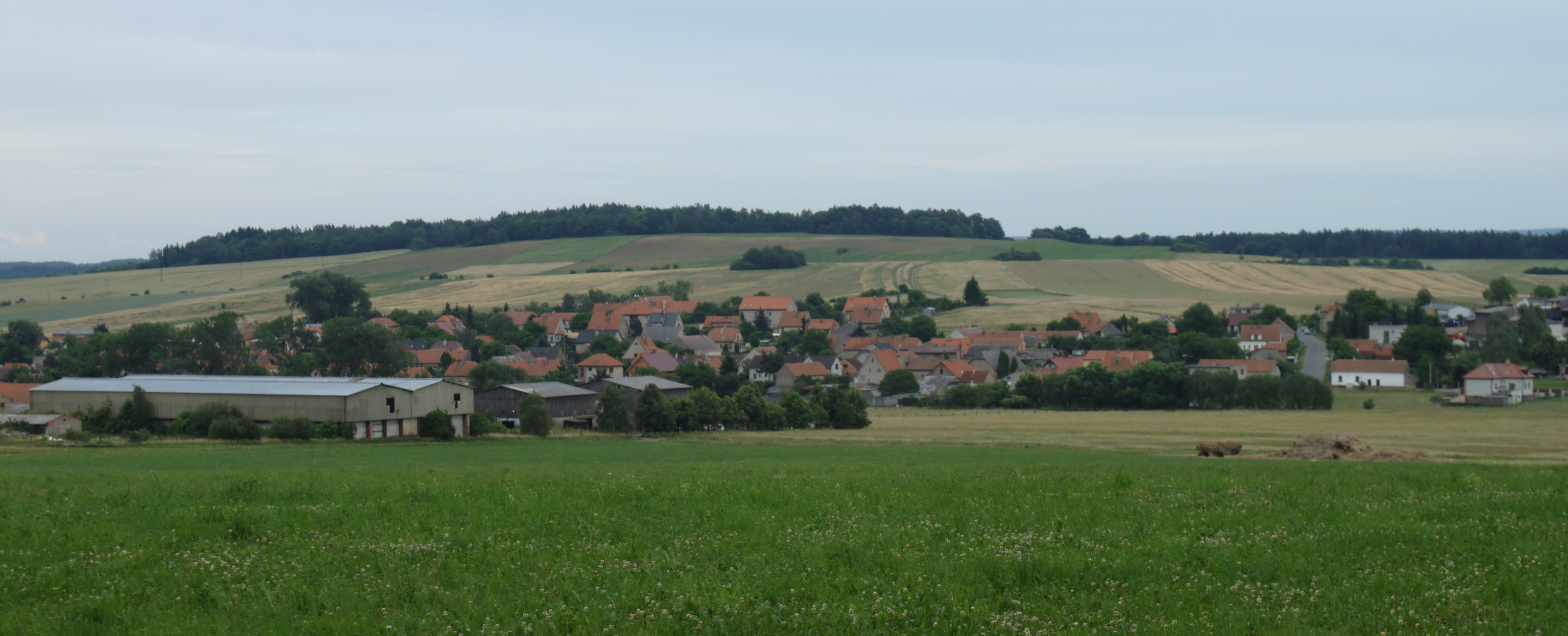
Blick von Nordwesten auf Chyňava

Chyňava erstreckt sich im oberen Tal des Baches Chyňavský potok in der Křivoklátská vrchovina (Pürglitzer Bergland). Das Dorf liegt am Rande des Landschaftsschutzgebietes Křivoklátsko. Am westlichen Ortsausgang entspringt der Bach Žlubinecký potok, südwestlich des Dorfes der Hýskovský potok. Nördlich erheben sich die Petrovka (457 m n.m.), der Tuchonín (488 m n.m.) und der Vysoký vrch (486 m n.m.), im Nordosten der Kozí vrch (401 m n.m.), östlich die Chrbina (460 m n.m.), südöstlich die Hůrka (461 m n.m.), im Süden die Kamenná (467 m n.m.), südwestlich die Krupka (380 m n.m.) und der Kluk (392 m n.m.), im Westen die Tesařka (403 m n.m.) und die Tlustá hora (411 m n.m.) sowie nordwestlich die Hradecká (467 m n.m.) und die Pelechovka (473 m n.m.). Am östlichen Ortsrand verläuft die Staatsstraße II/118 zwischen Kladno und Beroun. Westlich des Dorfes befindet sich ein Armeegelände.
Nachbarorte sind Chyňavská Myslivna, Pohodnice, Mostecký Mlýn, Roučmídův Mlýn, Dolní Bezděkov, Horní Bezděkov, Poteplí und Malé Kyšice im Norden, Kyšický Mlýn, Dědkův Mlýn, Okrouhlík, Hřebenka und Podkozí im Nordosten, Libečov, Nebuz, Nenačovice und V Mladinách im Osten, Chrustenice und Malé Přílepy im Südosten, Železná, Vápenice, Jakubinka, V Libinách und Hýskov im Süden, Stradonice, Krupka, Krkavčí Hora, Nižbor und Žlubinec im Südwesten, Dřevíč, Zelená Bouda und Skalka im Westen sowie Kouty, Běleč und Bratronice im Nordwesten.

## Geschichte
Die erste schriftliche Erwähnung von Chyňava erfolgte 1341 in einer Urkunde König Johanns von Luxemburg als ein nach deutschem emphyteutischen Recht (zákupní právo) neubesiedeltes Dorf. Chyňava wurde als ein Waldhufendorf mit einem breiten, 850 m langen Anger beiderseits des Chyňavský potok angelegt. Nach der Errichtung der königlichen Burg Karlstein wurde Chyňava 1357 der neuen Burgherrschaft Karlstein zugeordnet, zu der es bis 1585 gehörte. Die Bewohner lebten von der Landwirtschaft, der Bewachung der königlichen Wälder, der Köhlerei und dem Verkauf der Holzkohle in Prag. Die nach den Hussitenkriegen einsetzende Verschärfung der Verpflichtungen der Bauern führten dazu, dass zum Ende des 15. Jahrhunderts zahlreiche Gehöfte wüst lagen. Im Jahre 1585 wurde das Dorf der Herrschaft Pürglitz zugeschlagen. Während des Dreißigjährigen Krieges wurde Chyňava von durchziehenden kaiserlichen Truppen ausgeplündert und niedergebrannt. Nach Kriegsende zogen 1650 die letzten schwedischen Truppen bei ihrem Abzug aus Böhmen durch das Dorf. Im Verzeichnis der Untertanen nach dem Glauben (Soupis poddaných podle víry) von 1651 sind für Chyňava ca. 80 Personen im Alter zwischen elf und 60 Jahren erfasst, von denen zwei Drittel Katholiken waren. Bewirtschaftet waren 27 Gehöfte. 24 ha Land lagen wüst, sie wurden später an neue Siedler aufgeteilt. Während der Rekatholisierung wurde die Pfarre Chyňava nicht erneuert, das Dorf blieb nach Železná eingepfarrt. 1658 verpfändete Kaiser Leopold I. die Kronherrschaft Pürglitz an Johann Adolf von Schwarzenberg. Im Jahre 1685 verkaufte Leopold I. die Herrschaft an Ernst Joseph Graf von Waldstein.
1731 vererbte Johann Joseph Graf von Waldstein die Herrschaft an seine Tochter und Universalerbin Maria Anna Fürstin zu Fürstenberg, die sie 1756 testamentarisch mit der Herrschaft Kruschowitz und dem Gut Nischburg zu einem Familienfideikommiss von 400.000 Gulden vereinigte. Die eine Hälfte des Erbes fiel ihren Söhnen Joseph Wenzel zu Fürstenberg-Stühlingen und Karl Egon I. zu Fürstenberg zu, die andere ihren Töchtern Henriette Fürstin von Thurn und Taxis und Maria Theresia zu Fürstenberg. Als Fideikommisserben setzte sie ihren zweitgeborenen Sohn Karl Egon I. ein, der durch Ausgleich auch die Anteile seiner Geschwister erwarb. Nach dem Tode von Karl Egon I. erbte 1787 dessen ältester Sohn Philipp Fürst zu Fürstenberg († 1790) den Besitz, ihm folgten seine Kinder Karl Gabriel zu Fürstenberg († 1799) und Leopoldine Prinzessin von Hessen-Rothenburg-Rheinfels. 1803 verzichteten die weiblichen Erben in einem Familienvergleich zugunsten des minderjährigen Karl Egon II. zu Fürstenberg und der fürstlichen und landgräflichen Häuser Fürstenberg; als Verwalter wurde bis zu dessen Volljährigkeit im Jahre 1817 Joachim Egon Landgraf von Fürstenberg eingesetzt.
Im Jahre 1844 bestand das im Rakonitzer Kreis gelegene Dorf Chinawa bzw. Chiniawa aus 149 Häusern mit 1196 Einwohnern. Unter dem Patronat der Obrigkeit stand die Filialkirche des hl. Prokop, unter dem Patronat der Gemeinde die Schule. Abseits lagen das Forsthaus Chinawa (Chyňavská Myslivna) und das Hegerhaus (Chyňavská hájenka). Pfarrort war Železna. Bis zur Mitte des 19. Jahrhunderts blieb Chinawa dem Fideikommiss Pürglitz untertänig.
Nach der Aufhebung der Patrimonialherrschaften bildete Chýňava / Chyniawa ab 1850 eine Gemeinde im Gerichtsbezirk Unhošť. 1868 wurde die Gemeinde dem Bezirk Smichow zugeordnet. Im Laufe des 19. Jahrhunderts wurde der Dorfanger zunehmend bebaut, später wurde auch der Chyňavský potok im Ortskern verrohrt. Im Jahre 1893 wurde Chyňava Teil des neu gebildeten Bezirkes Kladno. Seit 1949 gehört die Gemeinde Chyňava zum Okres Beroun. Im Zuge der Gemeindegebietsreform von 1960 wurde Podkozí eingemeindet. Im Frühjahr 1968 wurde auf dem Dorfplatz ein Münzschatz aufgefunden. 1980 erfolgten die Eingemeindungen von Libečov, Malé Přílepy und Železná (mit Lhotka u Berouna). Železná löste sich zu Beginn des Jahres 1992 wieder von Chyňava los und bildete eine eigene Gemeinde.

## Gemeindegliederung
Die Gemeinde Chyňava besteht aus den Ortsteilen Chyňava (Chyniawa), Lhotka u Berouna (Lhotka), Libečov (Libetschow), Malé Přílepy (Klein Pschilep) und Podkozí (Podkozy). Grundsiedlungseinheiten sind Chyňava, Lhotka u Berouna, Libečov, Malé Přílepy, Podkozí und V Mladinách. Zu Chyňava gehören außerdem die Einschichten Chyňavská Myslivna (Forsthaus Chyniawa), Jakubinka, Kyšický Mlýn (Kischitzer Mühle), Nebuz und Zelená Bouda (Auerhahnbaude).
Das Gemeindegebiet gliedert sich in die Katastralbezirke Chyňava, Lhotka u Berouna, Libečov und Malé Přílepy.

## Partnergemeinde
- Ledro, Italien: Am 28. Juni 2008 schlossen die Städte und Gemeinden Příbram, Všeň, Milín, Buštěhrad, Nový Knín, Ptice, Chyňava und Doksy einen Partnerschaftsvertrag mit dem italienischen Gemeindeverbund Val di Ledro, die beteiligten Gemeinden Pieve di Ledro, Bezzecca, Concei, Molina di Ledro, Tiarno di Sopra und Tiarno di Sotto fusionierten 2010 zur Gemeinde Ledro.[7]

## Sehenswürdigkeiten
- Kirche des hl. Prokop auf dem Dorfplatz, Kulturdenkmal
- Hussitische Kapelle auf dem Dorfplatz
- Denkmal für die Gefallenen des Ersten Weltkrieges auf dem Dorfplatz
- Geschützte Linde, hinter der Kirche auf dem Dorfplatz

Sehenswürdigkeiten
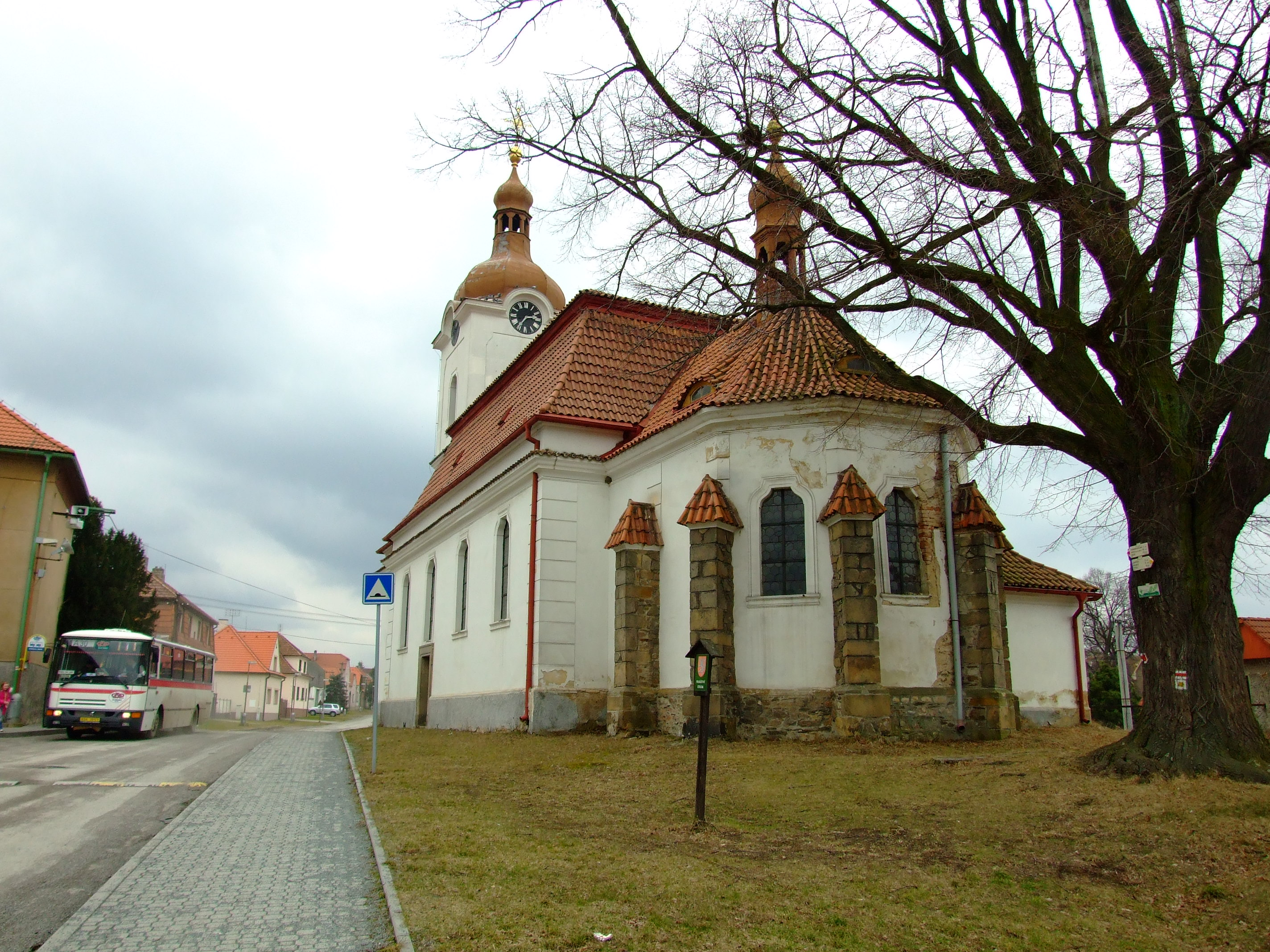
Kirche des hl. Prokop und Linde auf dem Dorfplatz
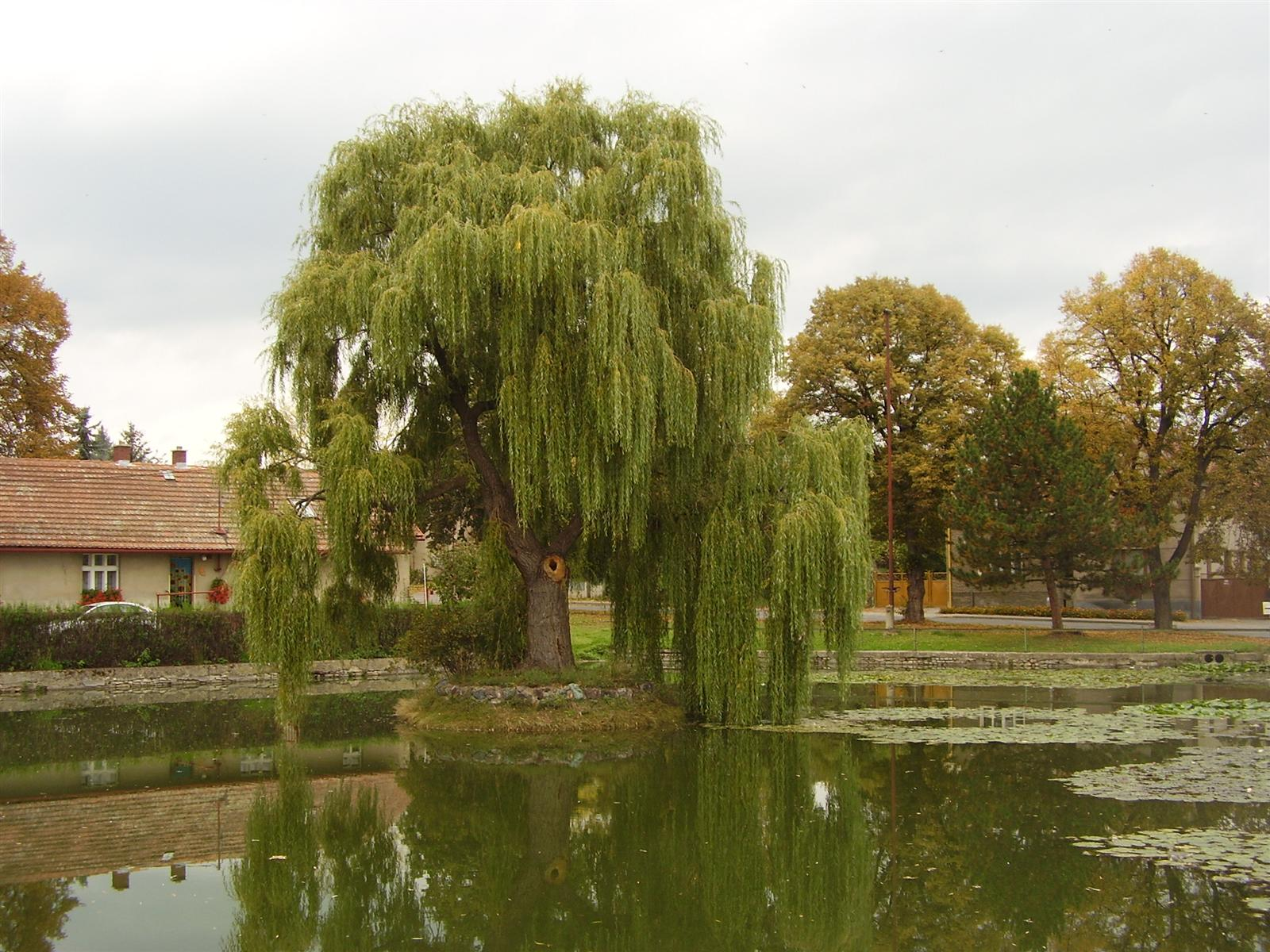
Teich mit Weide auf dem Dorfplatz
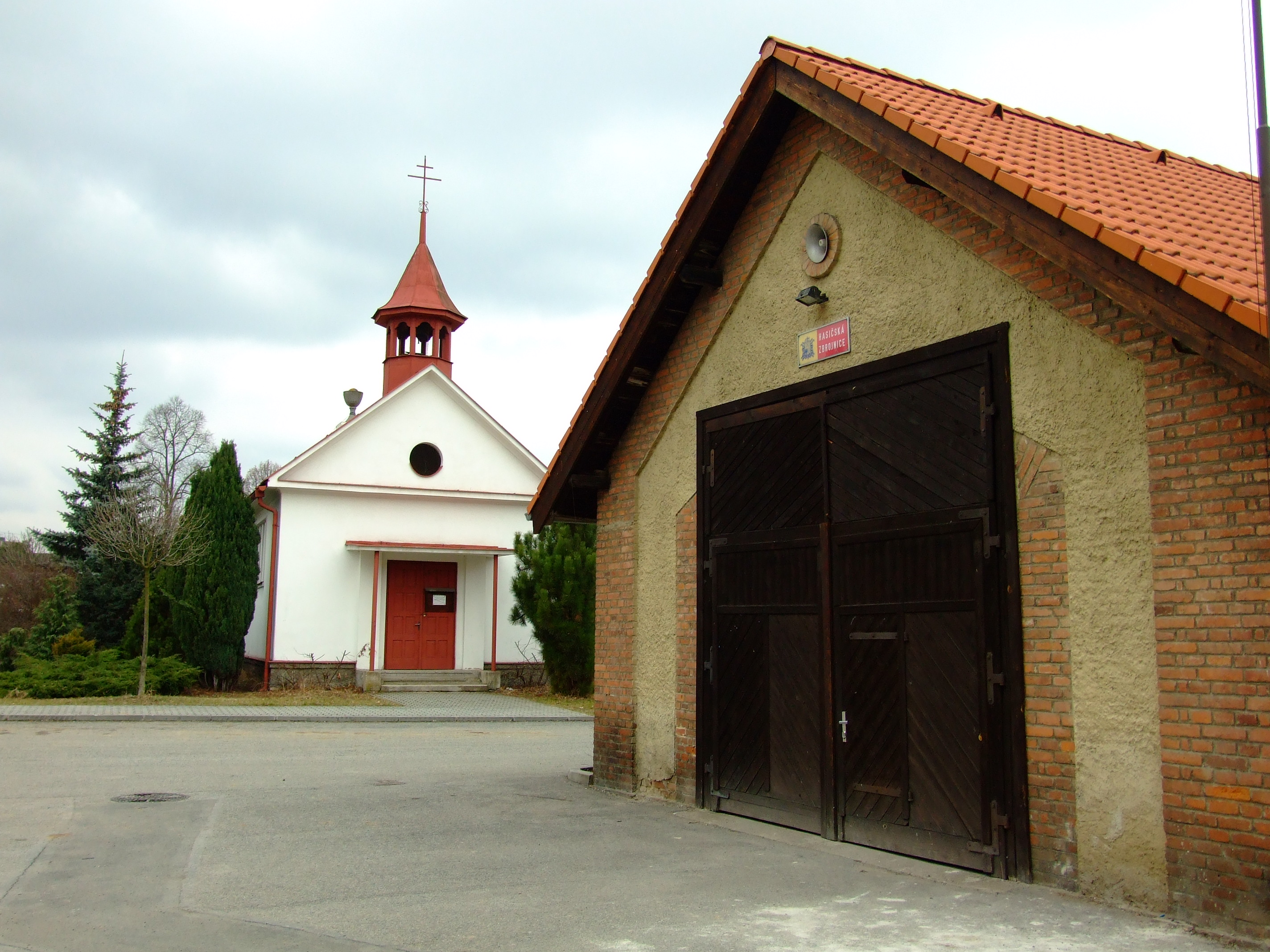
Hussitische Kapelle und Spritzenhaus auf dem Dorfplatz

## Persönlichkeiten

### Söhne und Töchter der Gemeinde
- Václav Horák (1845–1902), Theologe und Hochmeister der Kreuzherren mit dem Roten Stern[8]
- František Rut Tichý (1886–1968), tschechischer Schriftsteller und Übersetzer

### Ehrenbürger
- 2012: Achille Brigà, Bürgermeister (Sindaco) von Ledro
- 2012: Giuliano Pellegrini, Dezernent (Assessore) für Haushalt, Steuern, öffentliche Arbeiten und Straßen von Ledro[9]